# Canal Catorce
Canal Catorce (anteriormente conocido como Una voz con todos)  es un canal de televisión pública mexicano perteneciente al Sistema Público de Radiodifusión del Estado Mexicano, cuyas transmisiones iniciaron el 22 de marzo de 2012. Su sede radica en la Ciudad de México.
Esta señal es retransmitida a través de la red de estaciones del SPR, alcanzando una cobertura nacional del 58.5%. Las estaciones comerciales independientes, XHILA-TDT, en Mexicali, Baja California, y XHIJ-TDT, en Ciudad Juárez, Chihuahua, ambas propiedad de Grupo Intermedia, retransmiten la señal por medio de la multiprogramación. Desde agosto de 2017, la estación del Instituto Politécnico Nacional, XHCIP-TDT, que transmite para la ciudad de Cuernavaca, Morelos, también retransmite la señal en multiprogramación.

Canal Catorce forma parte de la RED México, debido a esto, otros canales que también forman parte de la RED transmiten sus producciones o se enlazan con la señal retransmitiendo desde programas individuales y eventos especiales, hasta bloques de programación.
Por razones históricas, Canal Catorce es el primer canal de televisión que le pertenece genuinamente al gobierno federal desde 1993, año en el que se consumó la privatización de la paraestatal Imevisión y se creó TV Azteca; ya que existen cuatro canales públicos que no opera el Gobierno directamente: Canal Once, el cual le pertenece al Instituto Politécnico Nacional y se ha mantenido de forma independiente, TV UNAM, que es propiedad de la Universidad Nacional Autónoma de México; Canal 22, el cual está concesionado con razón social diferente (Televisión Metropolitana) y no es propiedad del gobierno o alguna dependencia estatal, aunque es operado por la Secretaría de Cultura; al igual que Aprende+, uno de los siete canales operados por Edusat; perteneciente a la Secretaría de Educación Pública de México. También es el primer canal de carácter público y cultural del estado desde que se abandonó el proyecto de Televisión de la República Mexicana en 1985 con la fundación de Imevisión, que fue una televisora de propiedad pública con carácter comercial.

## Historia
El 31 de marzo de 2010, por decreto oficial publicado en el Diario Oficial de la Federación de México, se crea el Organismo Promotor de Medios Audiovisuales (actualmente Sistema Público de Radiodifusión del Estado Mexicano). Este organismo se encargaría de preservar, producir y difundir medios audiovisuales con una función social, y la creación y administración de una red de televisoras públicas a nivel nacional, las cuales hasta ese momento habían sido "exclusivas" de instituciones de educación superior y algunos gobiernos estatales, en especial del Instituto Politécnico Nacional con el Canal Once, que contaba ya con una red de estaciones propias.

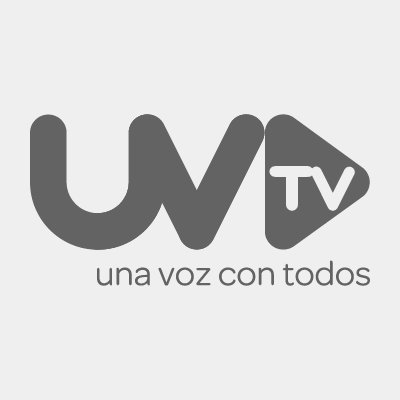
Una Voz Con Todos, logotipo empleado hasta noviembre de 2017.

 El 22 de marzo de 2012, la red del OPMA se expande y junto con el inicio de transmisiones de XHOPMA-TDT canal 30 en la Ciudad de México, inicia el canal Una Voz Con Todos, una señal propia, independiente de Canal Once y Canal 22. Esta señal se encarga de cumplir las metas del proyecto del OPMA tanto con producciones propias de gran calidad así como programación de televisoras públicas extranjeras y televisoras mexicanas que forman parte de La Red de Radiodifusoras y Televisoras Educativas y Culturales de México.
El 13 de agosto de 2014, tras la Reforma de Telecomunicaciones, el OPMA se convierte en el Sistema Público de Radiodifusión del Estado Mexicano (SPR) cuya misión es proveer el servicio de radiodifusión pública digital a nivel nacional, asegurando el acceso de más personas a una mayor oferta de contenidos plurales y diversos de radio y televisión digital.
El 13 de noviembre de 2017, se actualiza el nombre de la señal de televisión a Canal Catorce, unificando su identidad con su canal virtual asignado, tanto en televisión abierta como en televisión de paga.

## Programación
Al estar regido por la Ley del Sistema Público de Radiodifusión del Estado Mexicano, el canal está obligado a cumplir una serie de requisitos en su barra de programación: 
La estación de radio o televisión de una dependencia o entidad de la Administración Pública Federal, que opera mediante concesión, cuyo contenido programático se basa en la pluralidad política, cultural y social del país y que tiene por objeto promover la educación, los valores democráticos, el servicio social, la información veraz y objetiva y la participación ciudadana.
La programación del canal está basada en la difusión de producciones propias, producciones independientes, coproducciones, espacios informativos, programas de análisis y debate, cine mexicano, así como cine y documental de otras latitudes.
En el caso de los programas de Información, análisis y periodismo de investigación, el compromiso de Canal Catorce se basa en la búsqueda de la verdad con reportajes, entrevistas, mesas de análisis, informativos en vivo y producciones de carácter histórico.
Los aspectos sociales y culturales del canal se enfocan en los siguientes ejes:
Mujeres, sociedad e inclusión, las mujeres merecen condiciones igualitarias en todos los aspectos, así como vivir libres de violencia, su presencia en la pantalla de Canal catorce es constante, al igual que los contenidos que hablan de sus derechos.
Salud y difusión de la ciencia, la crisis por COVID-19 cambió al mundo, ahora es sustantivo hablar de salud física y mental, el Canal de las causas brinda información que facilita la adaptación a una nueva normalidad.
Naturaleza y medio ambiente, programas donde se promueve el cuidado y preservación ambiental para garantizar nuestra supervivencia como especie.
Deporte, contenidos que activan a la ciudadanía.
Música, cultura y tradición, desde el arte popular hasta las propuestas visuales más vanguardistas, el canal muestra tradición, creatividad e infinitas formas de expresión.
Finalmente, Canal Catorce también apuesta por el entretenimiento con causa, donde las audiencias tienen la palabra.
En cuanto a programación deportiva, el canal cuenta con los derechos de emisión de los partidos de la Liga de Fútbol Americano Profesional de México y de algunos equipos de la Organización Nacional Estudiantil de Fútbol Americano. En el 2016 contó con los derechos de transmisión de los Juegos Olímpicos de Río de Janeiro junto con otros canales de televisión pública nacional. En su señal también se difunden algunos programas de difusión educativa enfocados en los deportes.
Al ser un canal operado directamente por el Estado Mexicano, la programación debe cubrir cuotas de servicio público e información ciudadana, motivo por el cual los espacios que tratan de fomentar la vida democrática o la integración cívica y social de la población ocupan una parte importante de la programación. Los espacios catalogados de este tipo tratan de difundir información relativa a derechos humanos, comportamiento cívico, integración de las minorías, entorno laboral, sentimientos nacionales, historia nacional o el conocimiento del entorno. Por esta misma función, desde 2018 el canal se encarga de difundir las conferencias matutinas del presidente Andrés Manuel López Obrador.
Finalmente, la programación internacional del canal está integrada por espacios adquiridos a redes de televisión pública de otros países como la versión en español de la cadena alemana DW, Televisión Española y otras cadenas integradas dentro de la Asociación de Televisiones Educativas y Culturales Iberoamericanas.  
Se distingue de otros canales públicos de cobertura nacional como Canal 11 y Canal 22 por contar con una programación más enfocada en la difusión de servicio público, por lo que se destacan aquellos programas que fomenten los valores cívicos y la participación ciudadana, mientras que en los dos casos citados existe una mayor libertad de programación al estar operados por organismos diferenciados del Estado Mexicano.

## Retransmisión por televisión abierta
Por disposición oficial, el canal virtual asignado para esta señal es el 14.1.
con la excepción de XHCPCN-TDT que tiene asignado el canal 16.1 de manera provisional, debido a que el canal virtual 14.1 está siendo utilizado en estaciones de los Estados Unidos, y cuyas señales llegan a México, impidiendo su uso.
| Distintivo  | Canal digital | Poblaciones obligatorias a servir          |
| ----------- | ------------- | ------------------------------------------ |
| XHSPR-TDT   | 30            | Ciudad de México.                          |
| XHSPRAG-TDT | 15            | Aguascalientes, Aguascalientes.            |
| XHSPB-TDT   | 31            | La Paz, Baja California Sur.               |
| XHSPRCC-TDT | 32            | San Francisco de Campeche, Campeche.       |
| XHSPRSC-TDT | 18            | San Cristóbal de las Casas, Chiapas.       |
| XHSPRTP-TDT | 26            | Tapachula, Chiapas.                        |
| XHSPRTC-TDT | 31            | Tuxtla Gutiérrez, Chiapas.                 |
| XHCPAU-TDT  | 8             | Chihuahua, Chihuahua.                      |
| XHCPAV-TDT  | 18            | Ciudad Cuauhtémoc, Chihuahua.              |
| XHCPAW-TDT  | 17            | Ciudad Delicias, Chihuahua.                |
| XHCPCN-TDT  | 8             | Ciudad Juárez, Chihuahua.                  |
| XHCPAY-TDT  | 10            | Saltillo, Coahuila.                        |
| XHSPRCO-TDT | 21            | Colima, Colima.                            |
| XHSPO-TDT   | 22            | Gómez Palacio, Durango. Torreón, Coahuila. |
| XHCPBJ-TDT  | 12            | Victoria de Durango, Durango.              |
| XHSPRCE-TDT | 20            | Celaya, Guanajuato.                        |
| XHSPRLA-TDT | 34            | León, Guanajuato.                          |
| XHSPG-TDT   | 30            | Acapulco, Guerrero.                        |
| XHSPRGA-TDT | 20            | Guadalajara, Jalisco.                      |
| XHSPREM-TDT | 30            | Toluca, México.                            |
| XHSPRMO-TDT | 19            | Morelia, Michoacán.                        |
| XHSPRUM-TDT | 14            | Uruapan, Michoacán.                        |
| XHSPY-TDT   | 34            | Tepic, Nayatit.                            |
| XHSPRMT-TDT | 16            | Monterrey, Nuevo León.                     |
| XHSPROA-TDT | 35            | Oaxaca de Juárez, Oaxaca.                  |
| XHSPRPA-TDT | 30            | Puebla de Zaragoza, Puebla.                |
| XHSPRMQ-TDT | 30            | Santiago de Querétaro, Querétaro.          |
| XHSPS-TDT   | 23            | San Luis Potosí, San Luis Potosí.          |
| XHCPBU-TDT  | 19            | Culiacán, Sinaloa.                         |
| XHCPBV-TDT  | 34            | Los Mochis, Sinaloa.                       |
| XHSPRMS-TDT | 29            | Mazatlán, Sinaloa.                         |
| XHSPROS-TDT | 31            | Ciudad Obregón, Sonora.                    |
| XHSPRHA-TDT | 27            | Hermosillo, Sonora.                        |
| XHSPRVT-TDT | 25            | Villahermosa, Tabasco.                     |
| XHSPRTA-TDT | 35            | Tampico, Tamaulipas.                       |
| XHSPRCA-TDT | 26            | Coatzacoalcos, Veracruz.                   |
| XHSPRXA-TDT | 35            | Xalapa-Enríquez, Veracruz.                 |
| XHSPRME-TDT | 23            | Mérida, Yucatán.                           |
| XHSPRZC-TDT | 15            | Zacatecas, Zacatecas.                      |

- - Estaciones con canal virtual 16.1.

### Otras estaciones
| Distintivo | Concesionario                    | Canal digital | Canal virtual | Población                 | Notas |
| ---------- | -------------------------------- | ------------- | ------------- | ------------------------- | --- |
| XHIJ-TDT   | Televisora Nacional S.A. de C.V. | 32            | 44.3          | Ciudad Juárez, Chihuahua. | Al igual que XHILA-TDT, ya no figura en la cobertura de Canal Catorce, pero esta en la lista de multiprogramación del IFT. La estación tiene un acuerdo con la UACJ para transmitir UACJ•TV en este subcanal. |
| XHCIP-TDT  | Instituto Politécnico Nacional   | 20            | 14.1          | Cuernavaca, Morelos.      | Estación de Canal Once. Retransmite la señal por el tercer canal multiprogramado y se le asignó de manera oficial por el IFT, el canal virtual 14.1.                                                          |

## Eslóganes
| Período    | Eslogan                                              |
| ---------- | ---------------------------------------------------- |
| 2012-2014  | Canal 30, Una voz con todos                          |
| 2015-2016  | En Una voz con todos, tú tienes mucho que ver        |
| 2016-2017  | Una voz con todos, el canal público que piensa en ti |
| 2017-2019  | Tú tienes mucho que ver                              |
| Desde 2019 | Tus causas, tu canal                                 |